# Les Contamines-Montjoie
Les Contamines-Montjoie é o nome completo de uma localidade também conhecida por Contamines-Montjoie ou simplesmente Contamines, uma comuna francesa situada na região administrativa de Auvérnia-Ródano-Alpes, no departamento da Alta Saboia, França.
Contamines fica a 990 m  de altitude no vale Montjoie, de orientação Norte-Sul, e constitui uma das beiras do maciço do Monte Branco com passagem obrigatória por Saint-Gervais-les-Bains. A localidade fica aos pés do Passo do Joly e mesmo se fica perto de Megève na Alta Saboia e de  Hauteluce, Beaufort e Bourg-Saint-Maurice na Saboia não tem ligação directa pois o vale Montjoie termina em Notre-Dame-de-la-Gorge.

## Toponímia
Contamine provém do latim condominium ("domínio comum")  e no patoá chamado Contam'na.
Relativamente a montjoie, o nome ou provém do termo dado a uma pedra erguida para delimitar um caminho ou do nome latino "Valmonsjovis" que daria Valmonjoie, o vale Montjoie .

## História
Situada no coração dos Alpes no cantão francês de Sallanches deve a sua importância turística à família Rothschild que a partir dos anos 1910 fizeram dela um local de férias e assim de fazer concorrência à estação de Saint Moritz na Suíça que nesse período de entre duas guerras estava cheio de alemães . Aliás estavam em "concorrência" esta localidade e Tignes, mas finalmente foi em Megève que Noémie de Rothschild se decidiu instalar-se, e começou por mandar edificar vários hotéis, e entre eles, aquele que ainda hoje é o símbolo da estação, o Hotel Mont d'Arbois.
A mesma baronesa Noémie de Rothschild manda construir ao célebre arquiteto da época Henry Jacques Le Même um chalet que se assemelhe às casas de quinta da região, todo em madeira, com uma grande varanda ao correr da frontaria, quartos confortáveis e uma verdadeira chaminé na sala de estar .
Começaram a aparecer chalets desde tipo, como o que também mandou construir a princesa Angèle de Bourbon em 1927, e a partir daí o aspeto atual desta estação e de todas as outras que se impuseram como estação de inverno de luxo.
Na época medieval o castelo de Contamines, como era conhecido o Castelo de Montjoie, pertencia à Casa de Faucigny e fazia parte  de uma das sete castelanias desta casa. Foi a princesa Béatrice de Faucigny que aí habitava que teria dito  e que é o moto da da localidade; Montjoie est ma joie, literalmente; monte-Joie é a minha alegria - 
. A partir de  1355 o vale de Montjoie deixa de ser Casa de Faucigny e passa para o Condado de Saboia. Do castelo só resta uma torre que foi aproveitada para ser vir de campanário da Igreja paroquial, a Igreja da Santa-Trindade (ver imagens).

## Geografia
A leste encontra-se a alta montanha com a cúpula de Miage  (3673 m) e Agulha de Bionnassay (4052 m) do maciço do Monte Branco (4810 m). É a oeste que se encontra a estação de esqui nas vertentes do monte Joly (2525 m) que permite esquiar no domínio de Hauteluce pelo colo do Joly. A parte superior das pista oferece um panorama fantástico sobre o maciço Monte-Branco e o maciço des Aravis.
A Itália é atingida pelo lado sul na chamada "via romana" que passa por Notre-Dame-de-la-Gorge onde se termina a estrada do vale Montjoie e começa o caminho de montanha que segue pelo colo do Bonhomme e ao refúgio de Balme.

## Património
A comuna de Contamines têm algumas igrejas e capelas em estilo barroco como a Igreja da Santíssima Trindade e a Igreja de Notre-Dame-de-la-Gorge.
Em 1977 foi criada a reserva natural de Contamines-Montjoie.

## Acesso
Pela estrada, acede-se à esta localidade tomando a autoestrada A40 a chamada Autoroute Blanche;  Mâcon-Genebra-Chamonix e saindo em Passy, saída n° 21, que fica a 12km da estação de esqui, passando por Saint-Gervais-les-Bains
Vindo de Lyon toma-se a A42 Lyon-Pont d'Ain, e depois a A40 Mâcon-Genebra-Chamonix.

## Imagens

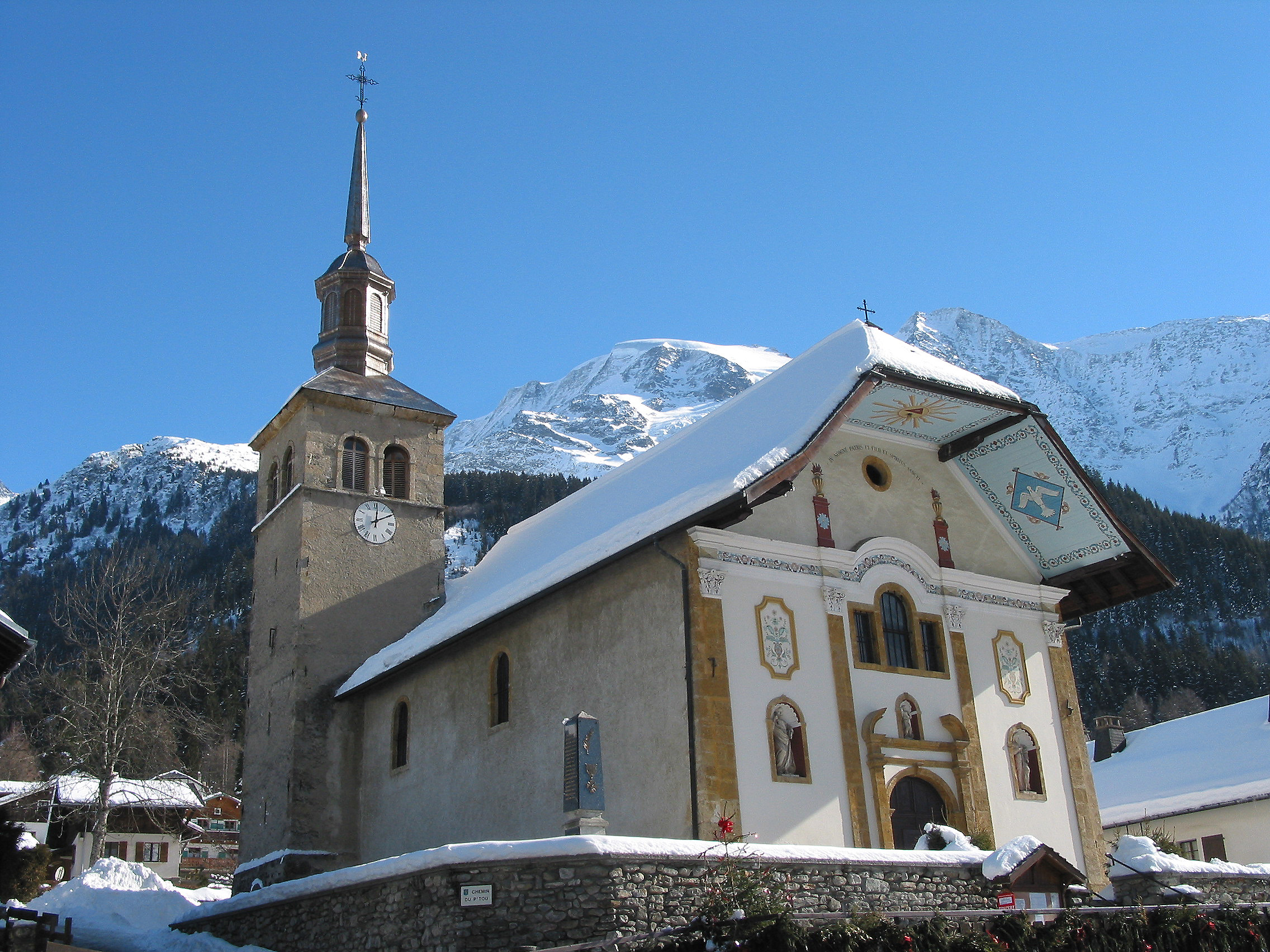
A igreja paroquial da Santa-Trindade
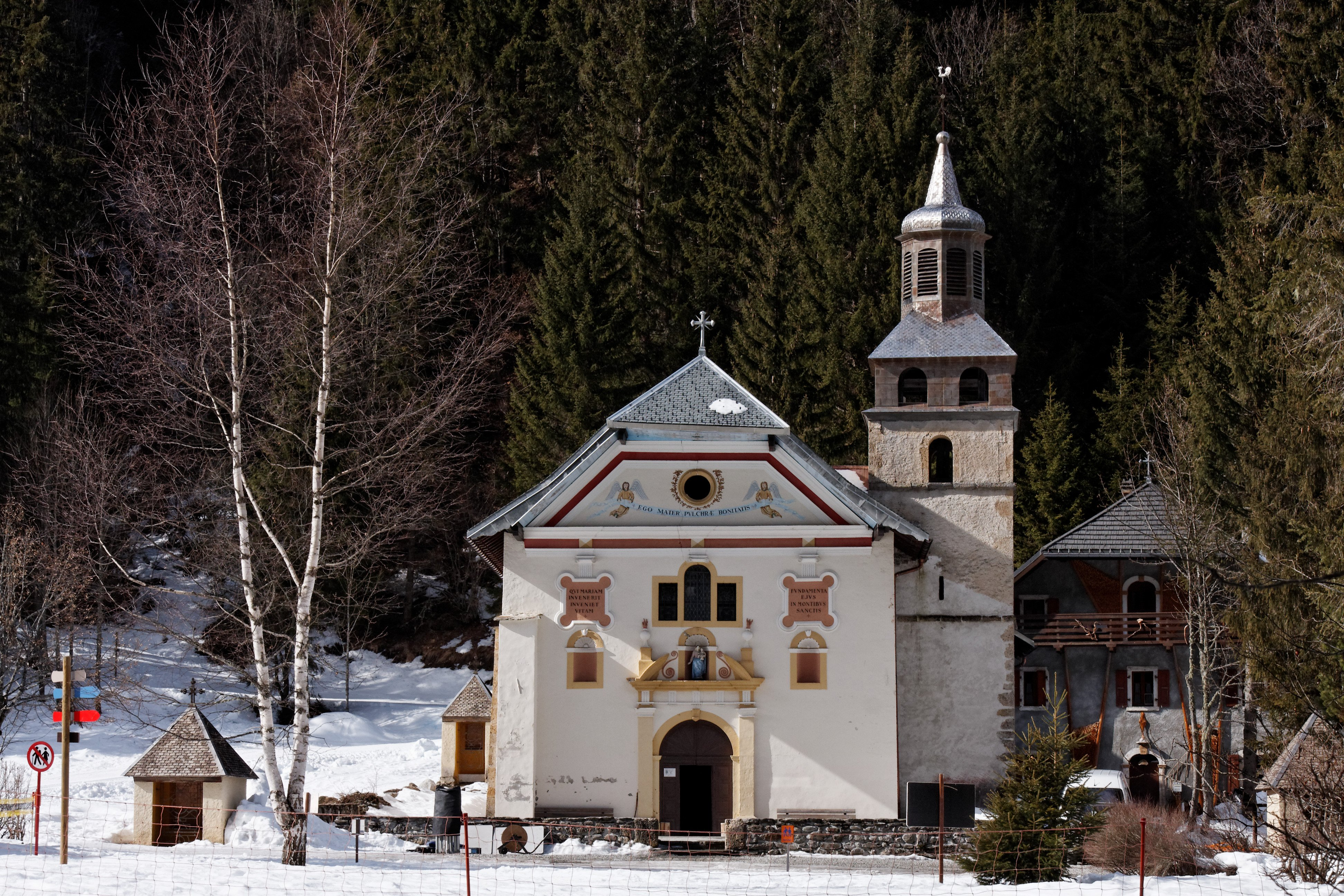
Igreja de Notre-Dame-de-la-Gorge
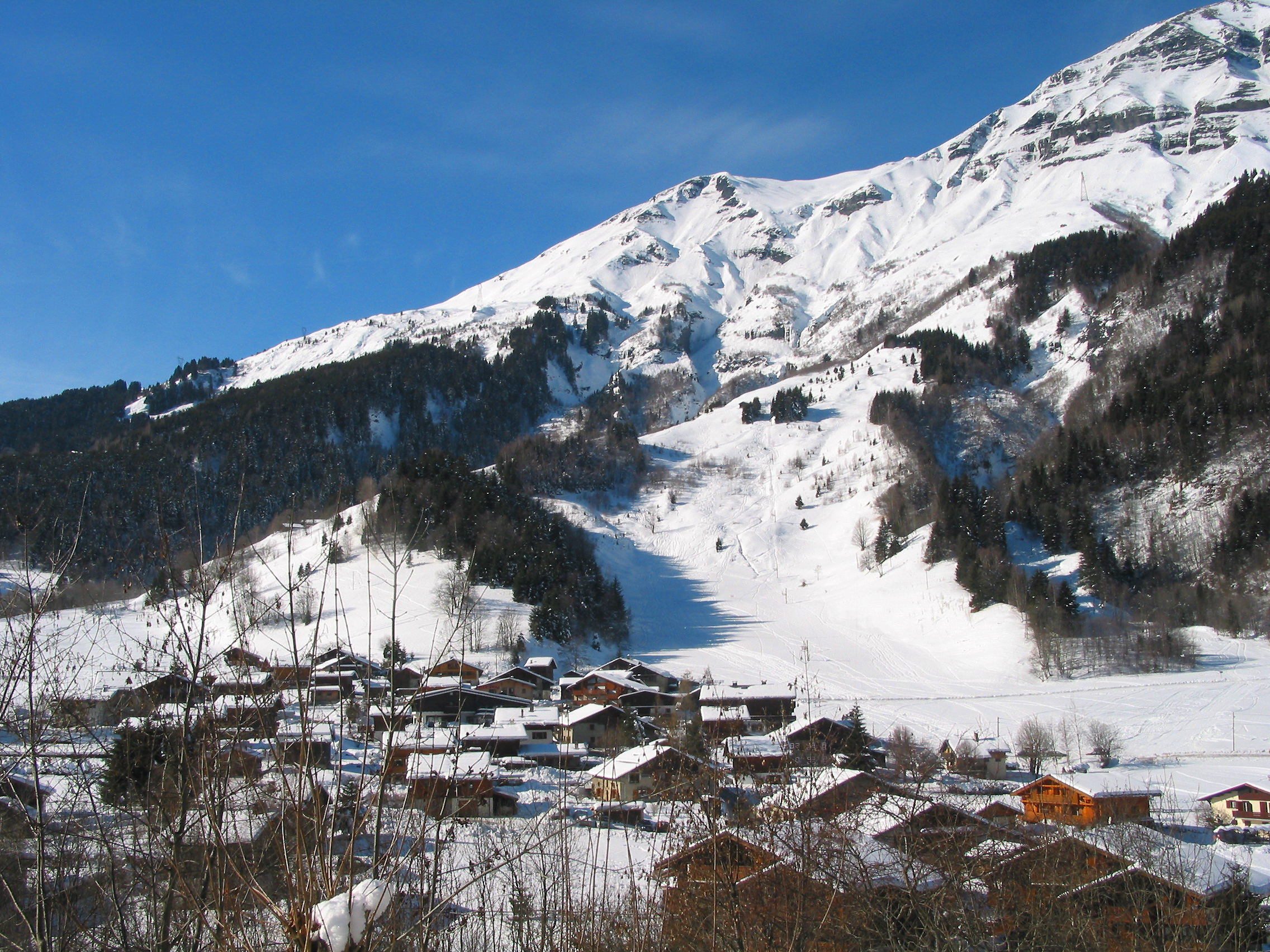
Monte Joly
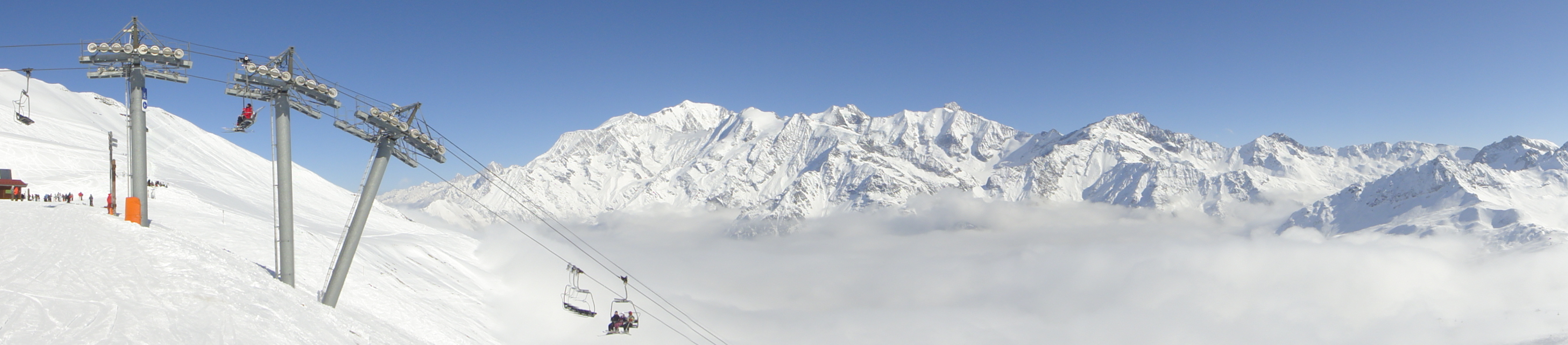
Vista do Monte Branco das telecadeiras do Tierces